# Тихон (Качалкин)
Митрополи́т Ти́хон (рум. Mitropolitul Tihon, в миру Ти́т Де́евич Кача́лкин, рум. Tit Cacealchin; 2 апреля 1878, Ново-Некрасовка, Бессарабская губерния — 4 марта 1968, Браила, Румыния) — предстоятель Русской православной старообрядческой церкви в Румынии, митрополит Белокриницкий и всех христиан, в расеянии сущих (1942—1968).

## Биография
Родился 2 апреля 1878 года в селе Ново-Некрасовка в Бессарабии (ныне Измаильский район Одесская область Украина) в семье рыбака-старообрядца.
Окончил духовное училище святого Иоанна Богослова в Старой Некрасовке при епископе Измаильском Афанасии (Лебедеве).
В 1903 году женился, занимаясь садоводством и пчеловодством. Позднее овдовел. В 1933 году получил предложение о возведении в епископское достоинство, но отказался. В 1939 году на повторное предложение вновь отказался.

### Епископ
В 1937—1940-х годы настоятель харбинского Петропавловского храма протоиерей Иоанн Кудрин обратился к митрополиту Белокриницкому Пафнутию (Федосееву), а после его кончины — к митрополиту Силуяну (Кравцову) с просьбой о принятии харбинского Петропавловского прихода в юрисдикцию Белокриницкой митрополии до времени падения в России коммунистического режима и о назначении в Китай епископа. Первоначально управлять Маньчжурской епархией был благословлён епископ Кишиневский Иннокентий (Усов), но в связи с захватом Белой Криницы Красной армией, 4 августа 1940 года в Славском монастыре в Румынии прошёл Освященный собор, на котором, среди прочих вопросов, было принято решение рукоположить во епископа овдовевшего Тита Деевича Качалкина, который по пострижении в иночество с именем Тихона был последовательно возведён во все священные степени.
25 августа 1940 года в селе Камень Добруджинской области епископскую хиротонию священноинока Тихона совершил митрополит Белокриницкий Силуян (Кравцов) в сослужении епископа Иннокентия (Усова) и епископа Славского Саватия.
В связи с военными действиями епископ Тихон не смог прибыть на место служения в Маньчжурии и был определён на вдовствующую Тульчинскую епархию.
Во время диктатуры маршала Иона Антонеску, епископ Тихон в течение 45 дней содержался под арестом в монастыре Тисмана возможно, из-за отказа перейти на новый стиль.

### Митрополит Белокриницкий
10-12 апреля 1942 года проходивший в селе Писк в Румынии Освященный Собор старообрядческой церкви избрал епископа Тихона (Качалкина) митрополитом Белокриницким. 12 апреля 1942 года в сан митрополита. Официальным местом пребывания митрополита в годы войны оставался город Брэила, хотя митрополит Тихон неоднократно приезжал в Белую Криницу и подолгу жил там в мужском монастыре.
Перед праздником Рождества румынские власти потребовали от старообрядцев безоговорочного перехода на григорианский календарь, сообщив, что в противном случае все их церкви будут закрыты, а священники отправлены в лагеря. Это требование было отвергнуто, что повлекло новые репрессии. 11 января 1943 года он был взят под стражу «вследствие его враждебного отношения к официальному календарю». Согласно докладу полиции, целью ареста было стремление «окончательно ликвидировать липованский стилизм».
В апреле 1943 года, стремясь наладить отношения с русскими старообрядцами, руководитель Православной Миссии в Транснистрии митрополит Виссарион (Пую), ссылаясь на просьбы местных старообрядцев, обратился к маршалу Антонеску с ходатайством об освобождении белокриницкого митрополита, особо отметив политическую целесообразность этого жеста и преклонный возраст митрополита. По данным П. Шорникова, митрополит Тихон был освобождён в мае 1943 года. Стойкость старообрядцев заставила румынские власти летом 1943 года временно смягчить свою религиозную политику, были освобождены и арестованные священники, и миряне.
В 1944 году советские войска освободили Украину, Бессарабию, Буковину и перешли довоенную границу СССР. Белая Криница вновь оказалась на территории Советского Союза. После окончания войны Белокриницкая митрополичья кафедра была перенесена из Белой Криницы в г. Браилов (Брэила), сохранив прежнее название, а проживавшие в Бессарабии (на 1946 год — 22 общины и 1 монастырь) и Северной Буковине старообрядцы вошли в состав Старообрядческой Церкви Белокриницкого согласия на территории СССР, возглавляемой архиепископом Иринархом. При этом женский Куничский Казанский монастырь в Молдавии оказался единственным старообрядческим монастырем в Советском Союзе. На территории же Румынии в послевоенные годы имелось 40 приходов и 4 монастыря (2 мужских и 2 женских) Белокриницкой митрополии.
Скончался 4 марта 1968 года.